# Can Jordà (Pont de Molins)
Can Jordà és un monument protegit com a bé cultural d'interès local del municipi de Pont de Molins (Alt Empordà).

## Descripció
Està situada dins del nucli urbà de la població de Pont de Molins, al bell mig del terme de Molins, conformant la façana de ponent de la plaça de la Constitució.
Edifici rehabilitat de planta rectangular, amb la coberta de teula de dues vessants i distribuït en planta baixa i dos pisos. La façana principal, orientada a la plaça, presenta un cos adossat a la planta baixa, cobert per una terrassa al pis, amb barana de ferro. Té dos portals d'accés d'arc rebaixat, amb el mateix emmarcament de carreus de pedra que presenta la resta del parament. Les obertures dels pisos superiors són totes rectangulars i amb els emmarcaments arrebossats. Les de la segona planta tenen sortida a quatre balcons exempts amb les llosanes motllurades i barana de ferro. La façana està rematada per una cornisa dentada. A la part posterior de la casa hi ha una construcció a manera de pont o passera sobre la carretera, que comunica l'eixida posterior amb l'horta, vora la Muga. Els porxos d'aquesta eixida són bastits en pedra de carreus escairats. L'interior de l'edifici presenta diverses estances cobertes per embigats de fusta. Al primer pis hi ha la sala central envoltada de cambres.
La construcció està arrebossada.

## Història
Ubicada al barri de Molins de dalt, representa el nucli originari del poble de Molins. El lloc de Molins, topònim que fa referència a la gran quantitat de molins que hi havia al poble, és documentat al segle X com una de les possessions del monestir de Sant Pere de Rodes. També apareix en una de les epístoles del papa Benet VII de l'any 974. Igualment, en un precepte de Lotari de l'any 982 es mencionen aquestes possessions a Villa Molinos.
El poble va formar part del municipi de Llers fins al segle xviii, sent la capella de santa Maria sufragània de la parròquia de Llers. Igualment, el castell de Molins formava part de la xarxa de castells de Llers que controlaven les fronteres del comtat de Besalú i Empúries.
El terme estava format pel mencionat nucli i masies disperses que aprofitaven els recursos hidràulics de la Muga i l'excel·lent via de comunicació que representava l'antic Camí de França, possiblement hereu del traçat de la Via Augusta romana. Aquest camí, a més, establia la frontera física entre els comtats de Besalú i Empúries.
Les cases conservades a Molins de Dalt, se'n pot fer una datació majoritàriament entre els segles XVII-XVIII.
En el cas de la casa pairal de Can Jordà, aquesta va ser construïda al segle xvii sobre les restes de les antigues cases d'època medieval que formaven el barri de Molins de Dalt. Segons el fons documental del COAC l'edifici va ser reformat al segle xix.
La família Jordà va ser un llinatge important de la comarca durant els segles xviii i xix.